# Haloplanus salinarium
Haloplanus salinarium — вид архей родини Halobacteriaceae. 

## Поширення
Описаний з гарячий мінеральних джерелах Гомзо в окрузі Пуан у Південній Кореї.